# Nahit Menteşe
Nahit Menteşe, né en 1932 à Aydın et mort le 31 décembre 2024 à Ankara, est un homme politique turc.
Nahit Menteşe fait ses études secondaires au lycée de Kabataş, diplômé de la faculté de droit de l'Université d'Istanbul. Il est président de la fédération du parti de la justice à Aydın. Il est député d'Aydın (1965-1980 et 1991-1999), ministre des douanes et des monopoles (1968-1969), des transports (1969-1970 et 1975-1977), de l'énergie et des ressources naturelles (1970-1971), du tourisme (1977), de l'éducation nationale (1977-1978 et 1993), de l'interieur (1993-1995) et vice-premier ministre (1996). Il est président de la commission de l'éducation nationale et de la culture de la Grande Assemblée nationale de Turquie (1991-1993).